# Zalpuva
Zalpuva ali Zalpa je še neodkrito mesto v Anatoliji, ustanovljeno v bronasti dobi okoli 17. stoletja pr. n. št. Zgodovina mesta je znana predvsem iz razglasa hetitskega kralja Anite (CTH 1). Zalpa, omenjena v Analih Hatušilija I. (CTH 13), je po nedavnih izkopavanjih znanstvenikov z univerz v Tübingenu in Čikagu prepričljivo prepoznana kot  Tilmen Höyük v dolini reke  Karasu južno od gorovja Taurus.

## Zalpa ob  Črnem morju
Zalpuva ob "Zalpskem morju" je bila prizorišče legende o kraljici Kaneša, ki je bila napisana ali prevedena v huritski jezik:
"[Kraljica] Kaneša je nekoč v enem letu rodila trideset sinov in rekla: "Kakšno hordo sinov sem rodila! Z gnojem je zamazala špranje v košarah, vanje spravila sinove in  jih spustila v reko. Reka jih je odnesla do morja v deželi Zalpuva, kjer so jih bogovi vzeli iz morja in jih vzgojili. Ko je minilo nekaj let, je kraljica ponovno rodila, tokrat trideset hčera. Hčere je vzgojila sama."
Reka, ki teče skozi Kaneš  (Sarımsaklı Çayı) se izliva v Črno morje in ne morda v jezero Tuz.
Zalpuva je skupaj z Nerikom omenjena tudi v molitvi hetitskega kralja Arnuvande I. Nerik je bil hatsko govoreče  mesto, ki je med Arnuvandinim vladanjem padlo pod oblast Kaskov. V tem delu molitve je bila omenjena tudi Kamama, ki je bila med vladanjem Arnuvande II. pod oblastjo Kaskov. Do nedavnega je veljalo, da je bila Zalpuva eno od hatskih mest v severni osrednji Anatoliji, tako kot Nerik, Hatuša in verjetno Sapinuva. Za Zalpuvo se domneva, da so jo ustanovili Hati.
Okoli 17. stoletja pr. n. št. je kralj Zalpuve Uhna napadel Nešo. Zapulvani so iz nje odpeljali mestnega idola Siusa. Med vladanjem zadnjega zapulvskega kraal Huzije je Zapulvo napadel kralj Neše Anita, vzel Huzijo za ujetnika in v Nešo vrnil idola Siusa. Kmalu zatem je Zalpuva kulturno in jezikovno postala hetitsko mesto. 
Arnuwandina molitev pomeni, da so Zalpuvo opustošili Kaski in je na začetku 14. stoletja pr. n. št. hkrati z Nerikom padla pod njihovo oblast. Kot možna lokacija Zalpuve je bil predlagan İkiztepe v delti reke Kızılırmak v bližini obale Črnega morja.

## Novo prepoznavanje Zalpe
Zalpa, omenjena v Analih Hatušilija I., je zdaj  prepričljivo izenačena s Tilmen Höyükom v dolini reke Karasu južno od gorovja Taurus. Kralj je imel tam palačo in tempelj, ki sta bila nasilno uničena ob koncu srednje bronaste dobe II. Ta severnosirska Zalpa se je v starobabilonskih besedilih imenovala Zalvar.
Vojaški podvigi hetitskega kralja Hatušilija I., ki je vladal v drugi polovici 17. stoletja pr. n. št., so  v hetitskem in akadskem jeziku opisani v glinenih tablicah, izkopanih v hetitskem glavnem mestu Hatuša. Tablice so zdaj v Katalogu hetitskih besedil. Na njih so zapisi, da je Hatušili uničil mesto Zalpa (v hetitskem jeziku napisano kot Za-al-pa, v akadščini pa kot  Za-al-ba-ar).